# Peter Fischer (Musiker)
Peter Fischer (* 19. August 1966 in Hagen) ist ein deutscher Rock- bzw. Fusion-Gitarrist, Gitarrenlehrer, Autor, Produzent, Komponist und Dozent.

## Leben
Peter Fischer wuchs in der durch die Neue Deutsche Welle geprägten Hagener Musikszene der frühen 1980er Jahre auf, wo er als Teenager Studiosessions spielte und anfing Gitarrenunterricht zu geben.
1989 zog er in die USA, um am Guitar Institute of Technology, der Gitarrenabteilung des Musicians Institute, Los Angeles, zu studieren. Dort wurde er u. a. von den Gitarristen Paul Gilbert (Mr.Big), Jennifer Batten (Michael Jackson Band), Scott Henderson, Carl Verheyen (Supertramp), Don Mock, Joe Diorio und Carl Schroeder (Piano, Frank Sinatra, Sarah Vaughan) unterrichtet. Während dieses Studiums wird er in der Novemberausgabe 1989 des Guitar Player Magazins in der „Spotlight“-Kolumne von Talentscout Mike Varney als herausragendes Talent porträtiert. Als Absolvent des GIT zog er 1990 nach Wien und leitete dort die Rockgitarrenabteilung des American Institute of Music.
Seine Tätigkeit als Musiker, Dozent und Clinician hat ihn in den folgenden Jahren nach China, Russland, die USA sowie in viele europäische Länder geführt.
Dozententätigkeiten führt er u. a. an der Bundesakademie für musikalische Jugendbildung Trossingen (Gitarrenlehrerfortbildung „Die E-Gitarre im Unterricht“), Akademie Remscheid (u. a. Stammdozent des Bergischen Gitarrenfestivals), Landesmusikakademie NRW (Heek), Music College (Regensburg), International Music College (Freiburg), Münchner Gitarreninstitut (MGI/Köln), Guitar Institute of Technology (Los Angeles), FutureMusicSchool (Aschaffenburg), Institut für Musikerziehung (Bozen/Italien), Mediterranean Music School (Toskana/Italien), und Max Reger Musikschule (Hagen) durch.
Bis 2021 war Peter Fischer musikalischer Leiter und Gitarrendozent der Rock-Pop-Jazz-Akademie Mittelhessen gGmbH (RPJam), einer Berufsfachschule für Musik, für die er deren Ausbildungs- und Gitarrenprogramm entwickelt hat.
Als Live- und Studiogitarrist hat Peter Fischer mit Mike Leon Grosch, DePhazz, Tom Astor, The Soultans, De Höhner, Seafoam Green, Andy Brings und anderen gearbeitet. Weltweit absolvierte er über 1.000 Live-Auftritte. Die beiden Single-Auskopplungen „A Girl Like You“ und „Wake Up Miss America“ aus dem Debütalbum seiner Band Seafoam Green liefen im Jahr 2004 im Radio. Mit dieser Band zeichnete er im September 2007 ein einstündiges WDR Rockpalast-Konzert auf, das am 29. Oktober 2007 ausgestrahlt wurde.
In der Saison 2008/09 war er Mitglied der Magical Mystery Band des Kult-Theaterstücks Marigold am Schauspielhaus Bochum. Marigold ist ein Stück mit Songs der Beatles unter der Regie von Burghart Klaußner und unter musikalischer Leitung von Andreas Schnermann. Im Zuge der Zusammenarbeit mit dem deutschen Gitarrenhersteller Framus kam es 2006 zu einer Zusammenarbeit mit dem Fernsehsender ProSieben in der Wissenschaftssendung Galileo.
Außerdem ist Peter Fischer Autor moderner E-Gitarrenlehrbücher in Europa. 1991 erschien mit „Masters Of Rock Guitar“ das weltweit erste Gitarrenlehrwerk mit CD-Tonträger. Mit weiteren Titeln wie „Rock Guitar Secrets“, „Rock Guitar Basics“ oder „Survival Guitar“ setzte Peter Fischer instrumentalpädagogische Maßstäbe und beeinflusste, wie das Instrument E-Gitarre im deutschsprachigen Europa unterrichtet wird. Neben den deutschen Versionen dieser Bücher erscheinen einige Titel auch in Englisch, Chinesisch, Japanisch und Italienisch.

## Einflüsse und Stil
In seinem „Spotlight“-Feature aus dem Jahre 1989 zählt Peter Fischer die Gitarristen Ace Frehley, Edward Van Halen, Steve Vai, Steve Lynch und Allan Holdsworth als seine Haupteinflüsse auf, was sein damaliges Spiel widerspiegelt. Mike Varney: „Auf seinem einfallsreichen, erfrischenden neuen Demo verwendet er verrückte Whammy-Whammy-Strings im Vai-Stil, mehrfingerige Zweihand-Innovationen, die an Jeff Watson erinnern, und lange, flüssige Legato-Linien über interessanten Tonalitäten, a la Allan Holdsworth´.“
Auf den Tonträgern seiner Buchveröffentlichungen oder in YouTube-Videos demonstriert er eine größere stilistische Bandbreite. Dort wechseln sich klar von Holdsworth beeinflusste Legato-Passagen mit bluesig-jazzigem Spiel à la Robben Ford, Michael Landau oder Scott Henderson ab. Während auf älteren Aufnahmen noch zahlreiche Two-Hand Tapping Passagen zu hören sind, hat er diese Spieltechnik in den letzten Jahren zugunsten einer Country-beeinflussten Hybrid-Picking Technik vernachlässigt, bei der er mit Pick und den Fingern der rechten Hand anschlägt.

## Equipment
Das von Peter Fischer verwendete Gitarrenequipment hat sich während der verschiedenen Phasen seiner Karriere permanent verändert. Er spielt überwiegend Fender-artige Gitarren, selten Gitarren im Gibson-Stil. Sein Hauptinstrument dürfte eine 1960er-Jahre Fender Stratocaster in Sunburst sein. Man sieht ihn jedoch auch mit einer Fender Telecaster oder seiner Framus „Peter Fischer Signature“-Gitarre.
An Verstärkern nutzt er Modelle von Framus, Fender oder Fuchs sowie Effektgeräte unterschiedlicher Hersteller. Seit 2011 arbeitet er eng mit der Firma Kemper Amps aus Recklinghausen zusammen und benutzt den Kemper Profiling Amp regelmäßig. Viele seiner eigenen Verstärker wurden als Profiles in den Kemper Amp übernommen.

## Endorsements
In den 1990er Jahren hatte Peter Fischer Endorsements mit den Firmen Peavey, Charvel und Music Man. 2008 wurde auf der Frankfurter Musikmesse die Framus „Peter Fischer Signature“ vorgestellt, die auf einer für ihn angefertigten Framus Custom-Shop-Gitarre basiert. Sie ist das erste Signature-Modell für einen deutschen Gitarristen bei dieser Firma und wird in der internationalen Musikpresse beworben und bekommt durchgehend gute Kritiken. Außerdem wird er von den Firmen Roland, Lexicon und Native Instruments unterstützt.

## Publikationen
Bücher:
- 1991: Masters of Rock Guitar, AMA Verlag, ISBN 3-927190-03-9
- 1992: Rock Guitar Secrets, AMA Verlag, ISBN 3-927190-07-1
- 1992: Total Guitar Technique, AMA Verlag, ISBN 3-927190-15-2
- 1993: Blues Guitar Rules, AMA Verlag, ISBN 3-927190-17-9
- 1995: Rock Guitar Basics, AMA Verlag, ISBN 3-927190-40-3
- 1997: Jam Tracks Vol. 1 – Modal Grooves, AMA Verlag, ISBN 3-927190-69-1
- 1998: Survival Guitar, AMA Verlag, ISBN 3-932587-19-7
- 2001: Jam Tracks Vol. 4 – Survival Tracks, AMA Verlag, ISBN 3-932587-55-3
- 2005: Masters of Rock Guitar 2, AMA Verlag, ISBN 3-932587-75-8
- 2014: Peter Fischers Master Class #1 – Mega Chops, AMA Verlag, ISBN 3-89922-190-7
- 2016: Peter Fischers Master Class #2 – (Re)Harmonizer, AMA Verlag, ISBN 3-89922-192-3

Englische Ausgaben:
- 1995: Masters of Rock Guitar
- 1995: Rock Guitar Secrets
- 1995: Blues Guitar Rules

Japanische Ausgaben:
- 2003: Masters Of Rock Guitar

Chinesische Ausgaben:
- 2004: Rock Guitar Secrets
- 2005: Masters of Rock Guitar
- 2005: Blues Guitar Rules

Italienische Ausgaben:
- 2009: Secreti della Chitarra Rock (Rock Guitar Secrets)
- 2011: I Maestri della Chitarra Rock (Masters of Rock Guitar)
- 2012: I Maestri della Chitarra Blues (Blues Guitar Rules)

DVDs:
- 2001: Modern Rock Concepts, AMA Verlag,

(Neuauflage des 1994 veröffentlichten gleichnamigen Unterrichtsvideos)

## Diskografie (Auszug)
Als Bandleader & Produzent:
- 1995: Silberfisch
- 2004: Seafoam Green „Songs From A Beautiful Sad Summer“
- 2006: Seafoam Green „Change (a girl like you)“
- 2006: Seafoam Green „Wake Up Miss America“
- 2006: Seafoam Green „Under My Skin“ (EP)
- 2006: Seafoam Green „Soul Survivor“ (EP)

Als Studiomusiker:
- 1999: I-Land & Friends „Last Stand“ (u. a. Goldauszeichnung in Österreich)
- 2000: The Rounder Girls „La Dolce Vita“ (ORF Filmmusik)
- 2001: Maria Mathis „Canela“ (Platz 1 der Volksmusik-Charts)
- 2002: De Höhner „2, 3, 4“ (inkl. Single-Auskplg „Dicke Mädchen haben schöne Namen“ (Pl. 19 der Single-Charts))
- 2006: The TraceeLords „The Ali Of Rock“
- 2007: DNX vs The Voice „2 Billion Elvis Fans Can’t Be Wrong“
- 2008: Andy Brings „Wildes Mädchen“ (Single)
- 2009: Andy Brings „Wilder Junge“ (EP)
- 2010: Andy Brings „Rock’n’Roll“

Als Produzent:
- 2006: El Postre „Das Fundament“
- 2007: Lacanau „Les Vacances Sont Là“
- 2008: El Postre „Urlaubsreif“ (EP)